# Romana Labounková
Romana Labounková (Jeseník, 27 de abril de 1989) es una deportista checa que compitió en ciclismo en las modalidades de BMX y montaña.
Ganó dos medallas en el Campeonato Mundial de Ciclismo BMX, plata en 2010 y bronce en 2012.
Obtuvo seis medallas en el Campeonato Mundial de Ciclismo de Montaña entre los años 2008 y 2019, y una medalla de oro en el Campeonato Europeo de Ciclismo de Montaña de 2010.

## Palmarés internacional

### Ciclismo BMX
| Campeonato Mundial | Campeonato Mundial           | Campeonato Mundial | Campeonato Mundial |
| Año                | Lugar                        | Medalla            | Competición        |
| ------------------ | ---------------------------- | ------------------ | ------------------ |
| 2010               | Pietermaritzburg (Sudáfrica) | Medalla de plata   | Cruiser            |
| 2012               | Birmingham (Reino Unido)     | Medalla de bronce  | Carrera            |

### Ciclismo de montaña
| Campeonato Mundial | Campeonato Mundial           | Campeonato Mundial | Campeonato Mundial    |
| Año                | Lugar                        | Medalla            | Competición           |
| ------------------ | ---------------------------- | ------------------ | --------------------- |
| 2008               | Val di Sole (Italia)         | Medalla de bronce  | Campo a través para 4 |
| 2010               | Mont-Sainte-Anne (Canadá)    | Medalla de bronce  | Campo a través para 4 |
| 2012               | Leogang/Saalfelden (Austria) | Medalla de plata   | Campo a través para 4 |
| 2017               | Val di Sole (Italia)         | Medalla de plata   | Campo a través para 4 |
| 2018               | Val di Sole (Italia)         | Medalla de oro     | Campo a través para 4 |
| 2019               | Val di Sole (Italia)         | Medalla de oro     | Campo a través para 4 |
| Campeonato Europeo |                              |                    |                       |
| Año                | Lugar                        | Medalla            | Competición           |
| 2010               | Willingen (Alemania)         | Medalla de oro     | Campo a través para 4 |